# NGC 3321
NGC 3321 (również NGC 3322, PGC 31653 lub UGCA 214) – galaktyka spiralna (Sc), znajdująca się w gwiazdozbiorze Sekstantu.
Odkrył ją Andrew Common w 1880 roku. 3 stycznia 1887 roku obserwował ją Francis Leavenworth, jednak ponieważ obliczona przez niego pozycja różniła się od tej podanej przez Commonsa, uznał, że odkrył nowy obiekt. John Dreyer skatalogował obserwację Commonsa jako NGC 3322, a Leavenwortha jako NGC 3321.